# Cúp FA 2022–23
Cúp FA 2022–23 là mùa giải thứ 142 của Cúp FA và là giải bóng đá lâu đời nhất thế giới. Đây là giải đấu thi đấu một lượt loại trực tiếp, trong đó các đội đấu với nhau một lần và đội thắng sẽ đi tiếp vào vòng tiếp theo, trái ngược với thi đấu hai lượt trong đó các đội đấu với nhau hai lần (sân nhà và sân khách) để xác định đội nào đi tiếp. Giải đấu được tài trợ bởi Emirates và được gọi là Emirates FA Cup vì mục đích tài trợ.
Đội bóng Premier League Liverpool là đương kim vô địch, đã đánh bại Chelsea để giành danh hiệu thứ tám trong trận chung kết năm ngoái, nhưng họ đã bị loại ở vòng 4 bởi Brighton & Hove Albion.
Manchester City đã đánh bại đối thủ cùng thành phố Manchester United với tỉ số 2–1 trong trận chung kết để giành danh hiệu Cúp FA thứ bảy. Với tư cách là đội vô địch, họ đủ điều kiện tham dự vòng bảng UEFA Europa League 2023–24; tuy nhiên, vì họ đã đủ điều kiện tham dự giải đấu châu Âu thông qua bảng xếp hạng giải đấu nên vị trí này đã được chuyển cho đội đứng thứ sáu ở Premier League.

## Danh sách đội bóng tham dự
Cúp FA là một giải đấu loại trực tiếp với 124 đội tham gia, tất cả đều cố gắng lọt vào trận chung kết tại Sân vận động Wembley vào ngày 3 tháng 6 năm 2023. Giải đấu bao gồm 92 đội thuộc Hệ thống giải bóng đá (20 đội từ Premier League và tổng cộng 72 đội từ EFL Championship, EFL League One và EFL League Two) cùng với 32 đội  trong tổng số 640 đội thuộc Hệ thống giải đấu quốc gia (tất cả trừ 11 câu lạc bộ từ hạng 5–9 và 11 câu lạc bộ thay thế hạng 10 của Hệ thống giải bóng đá Anh) bắt đầu thi đấu ở vòng loại.
Tất cả các vòng đấu được tổ chức dựa trên cơ sở địa lý và các vòng loại chính được bốc thăm ngẫu nhiên thường khi kết thúc vòng trước hoặc vào buổi tối của trận đấu được truyền hình cuối cùng của một vòng được diễn ra tùy thuộc vào bản quyền phát sóng truyền hình.
| Vòng đấu  | Ngày thi đấu       | Số trận đấu | Số đội còn lại | Số đội tham dự từ vòng này | Tiền thưởng cho đội thắng | Tiền thưởng cho đội thua | Hạng đấu tham dự                              |
| --------- | ------------------ | ----------- | -------------- | -------------------------- | ------------------------- | ------------------------ | --------------------------------------------- |
| Vòng 1    | Thứ Bảy 5/11/2022  | 40          | 80 → 40        | 48                         | £41,000                   | Không                    | 24 đội EFL League One 24 đội EFL League Two   |
| Vòng 2    | Thứ Bảy 26/11/2022 | 20          | 40 → 20        | Không                      | £67,000                   | Không                    | Không                                         |
| Vòng 3    | Thứ Bảy 7/1/2023   | 32          | 64 → 32        | 44                         | £105,000                  | Không                    | 20 đội Premier League 24 đội EFL Championship |
| Vòng 4    | Thứ Bảy 28/1/2023  | 16          | 32 → 16        | Không                      | £120,000                  | Không                    | Không                                         |
| Vòng 5    | Thứ Tư 1/3/2023    | 8           | 16 → 8         | Không                      | £225,000                  | Không                    | Không                                         |
| Tứ kết    | Thứ Bảy 18/3/2023  | 4           | 8 → 4          | Không                      | £450,000                  | Không                    | Không                                         |
| Bán kết   | Thứ Bảy 22/4/2023  | 2           | 4 → 2          | Không                      | £1,000,000                | £500,000                 | Không                                         |
| Chung kết | Thứ Bảy 3/6/2023   | 1           | 2 → 1          | Không                      | £2,000,000                | £1,000,000               | Không                                         |

## Vòng loại
Các đội bóng không phải là thành viên của Premier League hoặc English Football League thi đấu ở vòng loại để giành một trong 32 suất vào vòng 1.
Vào ngày 6 tháng 8 năm 2022, thiếu niên Finn Smith của Newport (IOW) đã trở thành cầu thủ ghi bàn trẻ nhất từ trước đến nay tại FA Cup, một ngày sau sinh nhật thứ 16 của anh.

## Vòng 1
Vòng 1 chứng kiến 32 đội chiến thắng từ vòng loại thứ tư cùng với 48 câu lạc bộ từ League One và League Two. Lễ bốc thăm được thực hiện vào ngày 17 tháng 10 năm 2022 bởi Dion Dublin và Alan Smith. Vòng đấu bao gồm sáu đội từ hạng bảy, các đội có thứ hạng thấp nhất là: Alvechurch, Bracknell Town, Coalville Town, Merthyr Town, Needham Market và South Shields.
| 4 tháng 11 năm 2022 | Sheffield Wednesday (3)         | 3–0      | Morecambe (3) | Sheffield                                                                      |  |
| 19:50 GMT           | - Windass 29' - Mighten 65, 75' | Chi tiết |               | Sân vận động: Hillsborough Lượng khán giả: 8,558 Trọng tài: Sunny Sukhvir Gill |  |

| 4 tháng 11 năm 2022 | Hereford (6) | 1–3      | Portsmouth (3)                                    | Hereford                                                                          |  |
| 19:55 GMT           | - Storey 26' | Chi tiết | - Hackett-Fairchild 33' - Bishop 64' - Pigott 80' | Sân vận động: Edgar Street Lượng khán giả: 4,912 Trọng tài: Sebastian Stockbridge |  |

| 5 tháng 11 năm 2022 | South Shields (7) | 0–2      | Forest Green Rovers (3) | Jarrow                                                                        |  |
| 12:00 GMT           |                   | Chi tiết | - Wickham 28', 90+6'    | Sân vận động: First Cloud Arena Lượng khán giả: 3,800 Trọng tài: Scott Oldham |  |

| 5 tháng 11 năm 2022 | Bradford City (4) | 0–1      | Harrogate Town (4) | Bradford                                                                |  |
| 12:30 GMT           |                   | Chi tiết | - Daly 9'          | Sân vận động: Valley Parade Lượng khán giả: 6,837 Trọng tài: Martin Coy |  |

| 5 tháng 11 năm 2022 | Bolton Wanderers (3) | 1–2      | Barnsley (3)                      | Horwich                                                                                  |  |
| 14:00 GMT           | - Böðvarsson 80'     | Chi tiết | - Santos 6' (o.g.) - Phillips 33' | Sân vận động: University of Bolton Stadium Lượng khán giả: 5,999 Trọng tài: Carl Boyeson |  |

| 5 tháng 11 năm 2022 | Boreham Wood (5)                         | 3–1      | Eastleigh (5) | Borehamwood                                                           |  |
| 15:00 GMT           | - Broadbent 10' - Ndlovu 12' - Brunt 60' | Chi tiết | - Carter 17'  | Sân vận động: Meadow Park Lượng khán giả: 904 Trọng tài: Paul Marsden |  |

| 5 tháng 11 năm 2022 | Maidenhead United (5) | 0–1      | Dagenham & Redbridge (5) | Maidenhead                                                            |  |
| 15:00 GMT           |                       | Chi tiết | - Walker 81'             | Sân vận động: York Road Lượng khán giả: 1,060 Trọng tài: Paul Johnson |  |

| 5 tháng 11 năm 2022 | Crawley Town (4)   | 1–4      | Accrington Stanley (3)                | Crawley                                                                       |  |
| 15:00 GMT           | - Hessenthaler 18' | Chi tiết | - Whalley 1', 22', 49' - Hamilton 45' | Sân vận động: Broadfield Stadium Lượng khán giả: 2,770 Trọng tài: Ollie Yates |  |

| 5 tháng 11 năm 2022 | Solihull Moors (5)        | 2–2      | Hartlepool United (4)       | Solihull                                                               |  |
| 15:00 GMT           | - Dallas 51' - Sbarra 84' | Chi tiết | - Umerah 18' - Hamilton 69' | Sân vận động: Damson Park Lượng khán giả: 1,658 Trọng tài: Paul Howard |  |

| 15 tháng 11 năm 2022 Đá lại                          | Hartlepool United (4) | 1–1 (s.h.p.) (4–3 p)                    | Solihull Moors (5) | Hartlepool                                                                   |  |
| 19:45 GMT                                            | - Tumilty 90'         | Chi tiết                                | - Barnett 8'       | Sân vận động: Victoria Park Lượng khán giả: 2,170 Trọng tài: Seb Stockbridge |  |
|                                                      |                       | Loạt sút luân lưu                       |                    |                                                                              |  |
| - Featherstone - Ferguson - Robinson - Hastie - Grey |                       | - Storer - Kelly - Coker - Jones - Reid |                    |                                                                              |  |

| 5 tháng 11 năm 2022 | AFC Fylde (6) | 1–1      | Gillingham (4)  | Medlar-with-Wesham                                                               |  |
| 15:00 GMT           | - Walker 83'  | Chi tiết | - Mandron 45+3' | Sân vận động: Mill Farm Sports Village Lượng khán giả: 996 Trọng tài: Tom Reeves |  |

| 15 tháng 11 năm 2022 Đá lại | Gillingham (4) | 1–0      | AFC Fylde (6) | Gillingham                                                                     |  |
| 19:45 GMT                   | - Walker 43'   | Chi tiết |               | Sân vận động: Priestfield Stadium Lượng khán giả: 1,932 Trọng tài: Will Finnie |  |

| 5 tháng 11 năm 2022 | Peterborough United (3) | 0–0      | Salford City (4) | Peterborough                                                         |  |
| 15:00 GMT           |                         | Chi tiết |                  | Sân vận động: London Road Lượng khán giả: 4,021 Trọng tài: Tom Nield |  |

| 16 tháng 11 năm 2022 Đá lại | Salford City (4) | 0–3      | Peterborough United (3)               | Salford                                                            |  |
| 19:45 GMT                   |                  | Chi tiết | - Mason-Clark 39' - Marriott 78', 83' | Sân vận động: Moor Lane Lượng khán giả: 1,059 Trọng tài: Ben Toner |  |

| 5 tháng 11 năm 2022 | Sutton United (4) | 0–2      | Farnborough (6)                 | Sutton                                                                      |  |
| 15:00 GMT           |                   | Chi tiết | - Fernandes 86' - Amartey 90+6' | Sân vận động: Gander Green Lane Lượng khán giả: 1,929 Trọng tài: Alan Young |  |

| 5 tháng 11 năm 2022 | Grimsby Town (4)                                                    | 5–1      | Plymouth Argyle (3) | Cleethorpes                                                                 |  |
| 15:00 GMT           | - Smith 10' - Efete 33' - Kiernan 39', 58' - Driscoll-Glennan 45+7' | Chi tiết | - Randell 5'        | Sân vận động: Blundell Park Lượng khán giả: 4,571 Trọng tài: Thomas Parsons |  |

| 5 tháng 11 năm 2022 | Milton Keynes Dons (3)                                         | 6–0      | Taunton Town (6) | Denbigh                                                               |  |
| 15:00 GMT           | - Devoy 6' - Grigg 13' - Burns 48' - Eisa 74' - Grant 82', 84' | Chi tiết |                  | Sân vận động: Stadium MK Lượng khán giả: 2,739 Trọng tài: Thomas Kirk |  |

| 5 tháng 11 năm 2022 | Ebbsfleet United (6)      | 2–1      | FC Halifax Town (5) | Northfleet                                                                       |  |
| 15:00 GMT           | - Edser 13' - Bingham 52' | Chi tiết | - Cooke 17'         | Sân vận động: Stonebridge Road Lượng khán giả: 2,099 Trọng tài: Edward Duckworth |  |

| 5 tháng 11 năm 2022 | Carlisle United (4)       | 2–1      | Tranmere Rovers (4) | Carlisle                                                                  |  |
| 15:00 GMT           | - Gibson 30' - Harris 66' | Chi tiết | - Byrne 82'         | Sân vận động: Brunton Park Lượng khán giả: 4,154 Trọng tài: Declan Bourne |  |

| 5 tháng 11 năm 2022 | Chippenham Town (6) | 1–0      | Lincoln City (3) | Chippenham                                                                 |  |
| 15:00 GMT           | - Hanks 44'         | Chi tiết |                  | Sân vận động: Hardenhuish Park Lượng khán giả: 2,175 Trọng tài: Carl Brook |  |

| 5 tháng 11 năm 2022 | Shrewsbury Town (3)                | 2–1      | York City (5) | Shrewsbury                                                             |  |
| 15:00 GMT           | - Shipley 2' - Leahy 45+3' (ph.đ.) | Chi tiết | - Duku 45+5'  | Sân vận động: New Meadow Lượng khán giả: 3,807 Trọng tài: Scott Tallis |  |

| 5 tháng 11 năm 2022 | Buxton (6)                               | 2–0      | Merthyr Town (7) | Buxton                                                                        |  |
| 15:00 GMT           | - De Girolamo 5' (ph.đ.) - Gilchrist 88' | Chi tiết |                  | Sân vận động: The Silverlands Lượng khán giả: 1,879 Trọng tài: Ruebyn Ricardo |  |

| 5 tháng 11 năm 2022 | Charlton Athletic (3)                         | 4–1      | Coalville Town (7) | Charlton                                                              |  |
| 15:00 GMT           | - Payne 24', 81' - Stockley 45+3' - Aneke 90' | Chi tiết | - Chambers 52'     | Sân vận động: The Valley Lượng khán giả: 4,707 Trọng tài: Lewis Smith |  |

| 5 tháng 11 năm 2022 | Weymouth (6) | 1–1      | AFC Wimbledon (4) | Weymouth                                                                     |  |
| 15:00 GMT           | - Rose 70'   | Chi tiết | - Assal 5'        | Sân vận động: Bob Lucas Stadium Lượng khán giả: 2,934 Trọng tài: Sam Allison |  |

| 15 tháng 11 năm 2022 Đá lại | AFC Wimbledon (4)               | 3–1      | Weymouth (6) | Merton                                                                   |  |
| 19:45 GMT                   | - Assal 48' - Chislett 61', 64' | Chi tiết | - Ash 78'    | Sân vận động: Plough Lane Lượng khán giả: 3,672 Trọng tài: Declan Bourne |  |

| 5 tháng 11 năm 2022 | Newport County (4)                  | 2–0      | Colchester United (4) | Newport                                                                   |  |
| 15:00 GMT           | - O'Hara 28' (l.n.) - Aa. Lewis 76' | Chi tiết |                       | Sân vận động: Rodney Parade Lượng khán giả: 2,377 Trọng tài: Bobby Madden |  |

| 5 tháng 11 năm 2022 | Stockport County (4)                         | 4–0      | Swindon Town (4) | Edgeley                                                                  |  |
| 15:00 GMT           | - Sarcevic 11', 29' - Wright 16' - Rydel 58' | Chi tiết |                  | Sân vận động: Edgeley Park Lượng khán giả: 4,534 Trọng tài: Marc Edwards |  |

| 5 tháng 11 năm 2022 | Doncaster Rovers (4) | 0–1      | King's Lynn Town (6) | Doncaster                                                                         |  |
| 15:00 GMT           |                      | Chi tiết | - Omotayo 83'        | Sân vận động: Eco-Power Stadium Lượng khán giả: 3,965 Trọng tài: Geoff Eltringham |  |

| 5 tháng 11 năm 2022 | Gateshead (5)             | 2–3      | Stevenage (4)                                      | Gateshead                                                                                   |  |
| 15:00 GMT           | - Harris 53' - Conteh 62' | Chi tiết | - Roberts 21' - Richardson 34' (l.n.) - Norris 72' | Sân vận động: Gateshead International Stadium Lượng khán giả: 1,059 Trọng tài: Peter Wright |  |

| 5 tháng 11 năm 2022 | Fleetwood Town (3)               | 3–1      | Oxford City (6) | Fleetwood                                                                     |  |
| 15:00 GMT           | - Warrington 14' - Lane 44', 84' | Chi tiết | - Potter 81'    | Sân vận động: Highbury Stadium Lượng khán giả: 1,357 Trọng tài: Aaron Jackson |  |

| 5 tháng 11 năm 2022 | Burton Albion (3)             | 2–0      | Needham Market (7) | Burton upon Trent                                                             |  |
| 15:00 GMT           | - Oshilaja 34' - Powell 90+4' | Chi tiết |                    | Sân vận động: Pirelli Stadium Lượng khán giả: 1,989 Trọng tài: Andrew Kitchen |  |

| 5 tháng 11 năm 2022 | Port Vale (3)                   | 2–3      | Exeter City (3)                   | Burslem                                                               |  |
| 15:00 GMT           | - Politic 25' - Butterworth 87' | Chi tiết | - J. Brown 43', 66' - Collins 89' | Sân vận động: Vale Park Lượng khán giả: 4,807 Trọng tài: Simon Mather |  |

| 5 tháng 11 năm 2022 | Bristol Rovers (3) | 1–0      | Rochdale (4) | Horfield                                                                    |  |
| 15:00 GMT           | - Sinclair 65'     | Chi tiết |              | Sân vận động: Memorial Stadium Lượng khán giả: 4,679 Trọng tài: Will Finnie |  |

| 5 tháng 11 năm 2022 | Wycombe Wanderers (3) | 0–2      | Walsall (4)                   | High Wycombe                                                           |  |
| 15:00 GMT           |                       | Chi tiết | - Maddox 41' - Hutchinson 62' | Sân vận động: Adams Park Lượng khán giả: 2,319 Trọng tài: Martin Woods |  |

| 5 tháng 11 năm 2022 | Crewe Alexandra (4) | 1–0      | Leyton Orient (4) | Crewe                                                                  |  |
| 15:00 GMT           | - Sambou 90+2'      | Chi tiết |                   | Sân vận động: Gresty Road Lượng khán giả: 2,104 Trọng tài: Sam Purkiss |  |

| 5 tháng 11 năm 2022 | Barnet (5)   | 1–1      | Chelmsford City (6) | Canons Park                                                                      |  |
| 15:00 GMT           | - Wynter 49' | Chi tiết | - Ruff 90+2'        | Sân vận động: The Hive Stadium Lượng khán giả: 1,773 Trọng tài: Daniel Middleton |  |

| 14 tháng 11 năm 2022 Đá lại | Chelmsford City (6) | 0–1      | Barnet (5) | Chelmsford                                                                     |  |
| 19:45 GMT                   |                     | Chi tiết | - Kanu 74' | Sân vận động: Melbourne Stadium Lượng khán giả: 3,015 Trọng tài: Adrian Quelch |  |

| 5 tháng 11 năm 2022 | Chesterfield (5) | 1–0      | Northampton Town (4) | Chesterfield                                                                  |  |
| 15:00 GMT           | - Dobra 14'      | Chi tiết |                      | Sân vận động: Technique Stadium Lượng khán giả: 5,886 Trọng tài: Adam Herczeg |  |

| 5 tháng 11 năm 2022 | Cheltenham Town (3) | 1–2      | Alvechurch (7)     | Cheltenham                                                               |  |
| 15:00 GMT           | - Jackson 54'       | Chi tiết | - Waldron 19', 50' | Sân vận động: Whaddon Road Lượng khán giả: 4,406 Trọng tài: Robert Lewis |  |

| 5 tháng 11 năm 2022 | Barrow (4) | 0–1      | Mansfield Town (4) | Barrow-in-Furness                                                        |  |
| 15:00 GMT           |            | Chi tiết | - Hawkins 39'      | Sân vận động: Holker Street Lượng khán giả: 2,501 Trọng tài: Andy Haines |  |

| 6 tháng 11 năm 2022 | Wrexham (5)                   | 3–0      | Oldham Athletic (5) | Wrexham                                                                         |  |
| 12:30 GMT           | - Dalby 10' - Mullin 25', 62' | Chi tiết |                     | Sân vận động: Racecourse Ground Lượng khán giả: 9,113 Trọng tài: Samuel Barrott |  |

| 6 tháng 11 năm 2022 | Curzon Ashton (6) | 0–0      | Cambridge United (3) | Ashton-under-Lyne                                                                 |  |
| 14:00 GMT           |                   | Chi tiết |                      | Sân vận động: Tameside Stadium Lượng khán giả: 1,567 Trọng tài: Anthony Backhouse |  |

| 15 tháng 11 năm 2022 Đá lại             | Cambridge United (3) | 0–0 (s.h.p.) (4–2 p)                   | Curzon Ashton (6) | Cambridge                                                                       |  |
| 19:45 GMT                               |                      | Chi tiết                               |                   | Sân vận động: Abbey Stadium Lượng khán giả: 2,222 Trọng tài: Charles Breakspear |  |
|                                         |                      | Loạt sút luân lưu                      |                   |                                                                                 |  |
| - Ironside - Lankester - Knibbs - Digby |                      | - Hancock - Richards - Walker - Dimaio |                   |                                                                                 |  |

| 6 tháng 11 năm 2022 | Torquay United (5)                 | 2–2      | Derby County (3) | Torquay                                                             |  |
| 15:00 GMT           | - Hall 56' (ph.đ.) - Goodwin 90+5' | Chi tiết | - Osula 27', 47' | Sân vận động: Plainmoor Lượng khán giả: 4,269 Trọng tài: David Rock |  |

| 15 tháng 11 năm 2022 Đá lại | Derby County (3)                                                           | 5–0      | Torquay United (5) | Derby                                                                         |  |
| 19:45 GMT                   | - Ellis 7' (l.n.) - Osula 15' - Thompson 38' - Dobbin 62' - McGoldrick 79' | Chi tiết |                    | Sân vận động: Pride Park Stadium Lượng khán giả: 7,201 Trọng tài: Sam Purkiss |  |

| 7 tháng 11 năm 2022 | Bracknell Town (7) | 0–3      | Ipswich Town (3)                               | Sandhurst                                                                       |  |
| 19:45 GMT           |                    | Chi tiết | - Bayliss 66' (l.n.) - Ladapo 73' - Camará 81' | Sân vận động: Bottom Meadow Lượng khán giả: 1,950 Trọng tài: Charles Breakspear |  |

| 16 tháng 11 năm 2022 | Woking (5) | 1–2      | Oxford United (3)          | Woking                                                                       |  |
| 19:45 GMT            | - Ince 43' | Chi tiết | - Bodin 39' - Goodrham 53' | Sân vận động: Kingfield Stadium Lượng khán giả: 4,173 Trọng tài: Craig Hicks |  |

## Vòng 2
Lễ bốc thăm vòng 2 được thực hiện vào ngày 7 tháng 11 năm 2022 bởi Jermaine Beckford và Mickey Thomas, bao gồm 40 đội chiến thắng ở vòng 1. Vòng đấu có một đội từ hạng 7 là Alvechurch, đội đã đánh bại đội bóng EFL League One Cheltenham Town ở vòng 1.
| 26 tháng 11 năm 2022 | King's Lynn Town (6) | 0–3      | Stevenage (4)                | King's Lynn                                                             |  |
| 12:45 GMT            |                      | Chi tiết | - Norris 49', 51' - Reid 54' | Sân vận động: The Walks Lượng khán giả: 4,203 Trọng tài: Andrew Kitchen |  |

| 26 tháng 11 năm 2022 | Cambridge United (3) | 1–2      | Grimsby Town (4) | Cambridge                                                               |  |
| 15:00 GMT            | - Smith 81'          | Chi tiết | - Khan 61', 90'  | Sân vận động: Abbey Stadium Lượng khán giả: 3,044 Trọng tài: Carl Brook |  |

| 26 tháng 11 năm 2022 | Wrexham (5)                      | 4–1      | Farnborough (6)  | Wrexham                                                                       |  |
| 15:15 GMT            | - Mullin 49', 82', 90' - Lee 78' | Chi tiết | - Pendlebury 62' | Sân vận động: Racecourse Ground Lượng khán giả: 9,118 Trọng tài: James Oldham |  |

| 26 tháng 11 năm 2022 | Accrington Stanley (3) | 1–0      | Barnet (5) | Accrington                                                               |  |
| 15:00 GMT            | - Hamilton 84'         | Chi tiết |            | Sân vận động: Crown Ground Lượng khán giả: 1,771 Trọng tài: Adam Herczeg |  |

| 26 tháng 11 năm 2022 | Barnsley (3)                                   | 3–0      | Crewe Alexandra (4) | Barnsley                                                          |  |
| 15:00 GMT            | - Cole 30' - Phillips 50' - Benson 57' (ph.đ.) | Chi tiết |                     | Sân vận động: Oakwell Lượng khán giả: 3,967 Trọng tài: Tom Reeves |  |

| 26 tháng 11 năm 2022 | Forest Green Rovers (3)           | 2–1      | Alvechurch (7) | Nailsworth                                                             |  |
| 15:00 GMT            | - Wickham 24' (ph.đ.) - March 51' | Chi tiết | - Abbey 49'    | Sân vận động: The New Lawn Lượng khán giả: 2,758 Trọng tài: Martin Coy |  |

| 26 tháng 11 năm 2022 | Portsmouth (3)                                            | 3–2      | Milton Keynes Dons (3) | Portsmouth                                                                     |  |
| 15:00 GMT            | - Hackett-Fairchild 22' - Bishop 35' (ph.đ.), 48' (ph.đ.) | Chi tiết | - Burns 19' - Eisa 61' | Sân vận động: Fratton Park Lượng khán giả: 8,056 Trọng tài: Sunny Sukhvir Gill |  |

| 26 tháng 11 năm 2022 | Shrewsbury Town (3)                                 | 3–1      | Peterborough United (3) | Shrewsbury                                                             |  |
| 15:00 GMT            | - Bayliss 2' - Pennington 35' - Leahy 45+7' (ph.đ.) | Chi tiết | - Poku 13'              | Sân vận động: New Meadow Lượng khán giả: 2,895 Trọng tài: Simon Mather |  |

| 26 tháng 11 năm 2022 | Hartlepool United (4)                   | 3–1      | Harrogate Town (4) | Hartlepool                                                               |  |
| 15:00 GMT            | - Cooke 41' - Umerah 71', 45+4' (ph.đ.) | Chi tiết | - Coley 73'        | Sân vận động: Victoria Park Lượng khán giả: 2,772 Trọng tài: Sam Purkiss |  |

| 26 tháng 11 năm 2022 | Charlton Athletic (3)           | 2–2      | Stockport County (4)          | Charlton                                                             |  |
| 15:00 GMT            | - Lewis 23' (l.n.) - Morgan 39' | Chi tiết | - Hussey 3' - Hippolyte 90+7' | Sân vận động: The Valley Lượng khán giả: 3,889 Trọng tài: Lee Swabey |  |

| 7 tháng 12 năm 2022 Đá lại | Stockport County (4)           | 3–1      | Charlton Athletic (3) | Edgeley                                                                  |  |
| 19:45 GMT                  | - Collar 25', 73', 81' (ph.đ.) | Chi tiết | - Wright 7' (l.n.)    | Sân vận động: Edgeley Park Lượng khán giả: 6,242 Trọng tài: Scott Oldham |  |

| 26 tháng 11 năm 2022 | Oxford United (3)                            | 4–1      | Exeter City (3) | Oxford                                                            |  |
| 15:00 GMT            | - Taylor 9' - Bodin 79', 88' - Brannagan 85' | Chi tiết | - Jay 89'       | Sân vận động: Kassam Lượng khán giả: 3,599 Trọng tài: Will Finnie |  |

| 26 tháng 11 năm 2022 | Sheffield Wednesday (3) | 2–1      | Mansfield Town (4) | Owlerton, Sheffield                                                              |  |
| 15:00 GMT            | - Smith 78', 83'        | Chi tiết | - Lapslie 34'      | Sân vận động: Hillsborough Stadium Lượng khán giả: 13,932 Trọng tài: Ollie Yates |  |

| 26 tháng 11 năm 2022 | AFC Wimbledon (4) | 0–2      | Chesterfield (5)       | Wimbledon                                                             |  |
| 15:00 GMT            |                   | Chi tiết | - Dobra 44' - King 76' | Sân vận động: Plough Lane Lượng khán giả: 4,176 Trọng tài: David Rock |  |

| 26 tháng 11 năm 2022 | Walsall (4)                         | 2–1      | Carlisle United (4) | Walsall                                                            |  |
| 15:00 GMT            | - Williams 88' - James-Taylor 90+3' | Chi tiết | - Edmondson 29'     | Sân vận động: Bescot Lượng khán giả: 3,499 Trọng tài: Scott Oldham |  |

| 26 tháng 11 năm 2022 | Dagenham & Redbridge (5) | 1–1      | Gillingham (4)  | Dagenham                                                                     |  |
| 17:00 GMT            | - Walker 80'             | Chi tiết | - Kashket 90+2' | Sân vận động: Victoria Road Lượng khán giả: 1,702 Trọng tài: Darren Drysdale |  |

| 8 tháng 12 năm 2022 Đá lại | Gillingham (4)                             | 3–2      | Dagenham & Redbridge (5)      | Gillingham                                                             |  |
| 19:15 GMT                  | - Baggott 26' - Ehmer 77' - Adelakun 90+5' | Chi tiết | - Robinson 15' - Saunders 84' | Sân vận động: Priestfield Lượng khán giả: 1,533 Trọng tài: Thomas Kirk |  |

| 27 tháng 11 năm 2022 | Ebbsfleet United (6) | 0–1      | Fleetwood Town (3) | Northfleet                                                                   |  |
| 12:30 GMT            |                      | Chi tiết | - G. Garner 64'    | Sân vận động: Stonebridge Road Lượng khán giả: 2,960 Trọng tài: Adam Herczeg |  |

| 27 tháng 11 năm 2022 | Bristol Rovers (3) | 0–2      | Boreham Wood (5)           | Horfield                                                               |  |
| 14:00 GMT            |                    | Chi tiết | - Evans 18' - Stephens 30' | Sân vận động: Memorial Lượng khán giả: 4,769 Trọng tài: Samuel Barrott |  |

| 27 tháng 11 năm 2022 | Burton Albion (3)                                              | 6–1      | Chippenham Town (6) | Burton upon Trent                                                  |  |
| 14:00 GMT            | - Smith 26' - Oshilaja 44', 90' - Kamwa 54' - Winnall 78', 84' | Chi tiết | - Parsons 60'       | Sân vận động: Pirelli Lượng khán giả: 2,080 Trọng tài: Ben Speedie |  |

| 27 tháng 11 năm 2022 | Newport County (4) | 1–2      | Derby County (3)              | Newport                                                                        |  |
| 15:15 GMT            | - Farquharson 41'  | Chi tiết | - Sibley 54' - McGoldrick 88' | Sân vận động: Rodney Parade Lượng khán giả: 3,507 Trọng tài: Anthony Backhouse |  |

| 27 tháng 11 năm 2022 | Ipswich Town (3)                                | 4–0      | Buxton (6) | Ipswich                                                                |  |
| 17:00 GMT            | - Chaplin 33', 73' - Ahadme 38' - Jackson 90+2' | Chi tiết |            | Sân vận động: Portman Road Lượng khán giả: 9,817 Trọng tài: Ross Joyce |  |

## Vòng 3
Lễ bốc thăm vòng 3 được thực hiện vào ngày 28 tháng 11 năm 2022, bao gồm 20 đội thắng ở vòng 2, tất cả 20 câu lạc bộ của Premier League và 24 câu lạc bộ EFL Championship. Vòng 3 bao gồm ba đội từ hạng năm là các đội có thứ hạng thấp nhất còn lại: Chesterfield, Boreham Wood và Wrexham.
| 6 tháng 1 năm 2023 | Manchester United (1)                                   | 3–1      | Everton (1) | Trafford                                                                    |  |
| 20:00 GMT          | - Antony 4' - Coady 52' (l.n.) - Rashford 90+7' (ph.đ.) | Chi tiết | - Coady 14' | Sân vận động: Old Trafford Lượng khán giả: 72,306 Trọng tài: Darren England |  |

| 7 tháng 1 năm 2023 | Preston North End (2)                      | 3–1      | Huddersfield Town (2) | Preston                                                                   |  |
| 12:30 GMT          | - Lees 60' (l.n.) - Diaby 73' - Browne 85' | Chi tiết | - Kamberi 57'         | Sân vận động: Deepdale Lượng khán giả: 6,799 Trọng tài: Anthony Backhouse |  |

| 7 tháng 1 năm 2023 | Tottenham Hotspur (1) | 1–0      | Portsmouth (3) | Tottenham                                                                        |  |
| 12:30 GMT          | - Kane 50'            | Chi tiết |                | Sân vận động: Tottenham Hotspur Lượng khán giả: 60,161 Trọng tài: Thomas Bramall |  |

| 7 tháng 1 năm 2023 | Gillingham (4) | 0–1      | Leicester City (1) | Gillingham                                                                |  |
| 12:30 GMT          |                | Chi tiết | - Iheanacho 56'    | Sân vận động: Priestfield Lượng khán giả: 8,567 Trọng tài: Samuel Barrott |  |

| 7 tháng 1 năm 2023 | Crystal Palace (1) | 1–2      | Southampton (1)                      | Selhurst                                                                  |  |
| 12:30 GMT          | - Édouard 14'      | Chi tiết | - Ward-Prowse 37' - A. Armstorng 68' | Sân vận động: Selhurst Park Lượng khán giả: 20,320 Trọng tài: Darren Bond |  |

| 7 tháng 1 năm 2023 | Reading (2)                 | 2–0      | Watford (2) | Reading                                                                        |  |
| 12:30 GMT          | - Abrefa 45+3' - Long 90+3' | Chi tiết |             | Sân vận động: Select Car Leasing Lượng khán giả: 7,954 Trọng tài: Peter Bankes |  |

| 7 tháng 1 năm 2023 | Middlesbrough (2) | 1–5      | Brighton & Hove Albion (1)                                  | Middlesbrough                                                          |  |
| 15:00 GMT          | - Akpom 13'       | Chi tiết | - Groß 8' - Lallana 29' - Mac Allister 58', 80' - Undav 88' | Sân vận động: Riverside Lượng khán giả: 21,982 Trọng tài: Simon Hooper |  |

| 7 tháng 1 năm 2023 | Chesterfield (5)               | 3–3      | West Bromwich Albion (2)              | Chesterfield                                                           |  |
| 15:00 GMT          | - Williams 7' - Dobra 36', 41' | Chi tiết | - Thomas-Asante 2', 90+3' - Grant 17' | Sân vận động: Technique Lượng khán giả: 9,819 Trọng tài: Rebecca Welch |  |

| 17 tháng 1 năm 2023 Đá lại | West Bromwich Albion (2)                                | 4–0      | Chesterfield (5) | West Bromwich                                                              |  |
| 20:00 GMT                  | - Swift 23' - Rogic 48' - Livermore 54' - Malcolm 90+1' | Chi tiết |                  | Sân vận động: The Hawthorns Lượng khán giả: 12,638 Trọng tài: Tim Robinson |  |

| 7 tháng 1 năm 2023 | Boreham Wood (5) | 1–1      | Accrington Stanley (3) | Borehamwood                                                                |  |
| 15:00 GMT          | - Ndlovu 78'     | Chi tiết | - Astley 6'            | Sân vận động: Meadow Park Lượng khán giả: 2,001 Trọng tài: Oliver Langford |  |

| 24 tháng 1 năm 2023 Đá lại | Accrington Stanley (3) | 1–0 (s.h.p.) | Boreham Wood (5) | Accrington                                                               |  |
| 19:45 GMT | - Leigh 97' (ph.đ.)    | Chi tiết     |                  | Sân vận động: Crown Ground Lượng khán giả: 1,940 Trọng tài: Scott Oldham |  |
| Ghi chú: The Accrington Stanley v Boreham Wood trận đấu đá lại, với lịch ban đầu tổ chức 17 tháng 1 năm 2023, 19:45 GMT, đã bị hoãn lại do thời tiết lạnh khiến mặt sân không thể thi đấu được. |                        |              |                  |                                                                          |  |

| 7 tháng 1 năm 2023 | AFC Bournemouth (1)          | 2–4      | Burnley (2)                         | Bournemouth                                                             |  |
| 15:00 GMT          | - Christie 12' - Solanke 48' | Chi tiết | - Benson 6', 57' - Zaroury 39', 43' | Sân vận động: Dean Court Lượng khán giả: 10,116 Trọng tài: Tim Robinson |  |

| 7 tháng 1 năm 2023 | Fleetwood Town (3)          | 2–1      | Queens Park Rangers (2) | Fleetwood                                                              |  |
| 15:00 GMT          | - Nsiala 40' - Omochere 67' | Chi tiết | - Field 37'             | Sân vận động: Highbury Lượng khán giả: 3,151 Trọng tài: Stephen Martin |  |

| 7 tháng 1 năm 2023 | Blackpool (2)                                          | 4–1      | Nottingham Forest (1) | Blackpool                                                                      |  |
| 15:00 GMT          | - Ekpiteta 17' - Poveda 64' - Hamilton 71' - Yates 87' | Chi tiết | - Yates 90+2'         | Sân vận động: Bloomfield Road Lượng khán giả: 8,750 Trọng tài: James Linington |  |

| 7 tháng 1 năm 2023 | Hull City (2) | 0–2      | Fulham (1)                  | Kingston upon Hull                                             |  |
| 15:00 GMT          |               | Chi tiết | - Kurzawa 37' - James 90+4' | Sân vận động: MKM Lượng khán giả: 14,175 Trọng tài: Josh Smith |  |

| 7 tháng 1 năm 2023 | Millwall (2) | 0–2      | Sheffield United (2)       | Luân Đôn                                                           |  |
| 15:00 GMT          |              | Chi tiết | - Jebbison 23' - Bogle 36' | Sân vận động: The Den Lượng khán giả: 7,268 Trọng tài: John Brooks |  |

| 7 tháng 1 năm 2023 | Shrewsbury Town (3) | 1–2      | Sunderland (2)                 | Shrewsbury                                                             |  |
| 15:00 GMT          | - Pennington 81'    | Chi tiết | - Stewart 90+2' - O'Nien 90+4' | Sân vận động: New Meadow Lượng khán giả: 6,309 Trọng tài: Scott Oldham |  |

| 7 tháng 1 năm 2023 | Ipswich Town (3)                                                       | 4–1      | Rotherham United (2)     | Ipswich                                                                            |  |
| 15:00 GMT          | - Humphreys 43' - Chaplin 74' (ph.đ.) - Ladapo 79' - Burns 87' (ph.đ.) | Chi tiết | - Washington 47' (ph.đ.) | Sân vận động: Portman Road Lượng khán giả: 15,728 Trọng tài: Sebastian Stockbridge |  |

| 7 tháng 1 năm 2023 | Brentford (1) | 0–1      | West Ham United (1) | Brentford                                                                      |  |
| 17:30 GMT          |               | Chi tiết | - Benrahma 79'      | Sân vận động: Gtech Community Lượng khán giả: 16,725 Trọng tài: Andre Marriner |  |

| 7 tháng 1 năm 2023 | Coventry City (2)                       | 3–4      | Wrexham (5)                                                 | Coventry                                                                                  |  |
| 17:30 GMT          | - Sheaf 36' - Gyökeres 69' - Palmer 76' | Chi tiết | - Dalby 12' - Lee 18' - O'Connor 45+6' - Mullin 58' (ph.đ.) | Sân vận động: Coventry Building Society Arena Lượng khán giả: 18,218 Trọng tài: Tom Nield |  |

| 7 tháng 1 năm 2023 | Luton Town (2)  | 1–1      | Wigan Athletic (2) | Luton                                                                     |  |
| 17:30 GMT          | - Cornick 45+1' | Chi tiết | - Naylor 17'       | Sân vận động: Kenilworth Road Lượng khán giả: 5,660 Trọng tài: David Webb |  |

| 17 tháng 1 năm 2023 Đá lại | Wigan Athletic (2) | 1–2      | Luton Town (2)                | Wigan                                                          |  |
| 19:45 GMT                  | - Aasgaard 46'     | Chi tiết | - Woodrow 51' - Adebayo 90+8' | Sân vận động: DW Lượng khán giả: 5,668 Trọng tài: Matt Donohue |  |

| 7 tháng 1 năm 2023 | Grimsby Town (4) | 1–0      | Burton Albion (3) | Cleethorpes                                                                     |  |
| 17:30 GMT          | - Richardson 76' | Chi tiết |                   | Sân vận động: Blundell Park Lượng khán giả: 5,447 Trọng tài: Charles Breakspear |  |

| 7 tháng 1 năm 2023 | Sheffield Wednesday (3) | 2–1      | Newcastle United (1)  | Sheffield                                                                              |  |
| 18:00 GMT          | - Windass 52', 65'      | Chi tiết | - Bruno Guimarães 69' | Sân vận động: Hillsborough Stadium Lượng khán giả: 25,884 Trọng tài: Michael Salisbury |  |

| 7 tháng 1 năm 2023 | Liverpool (1)           | 2–2      | Wolverhampton Wanderers (1)       | Liverpool                                                             |  |
| 20:00 GMT          | - Núñez 45' - Salah 52' | Chi tiết | - Guedes 26' - Hwang Hee-chan 66' | Sân vận động: Anfield Lượng khán giả: 52,636 Trọng tài: Andrew Madley |  |

| 17 tháng 1 năm 2023 Đá lại | Wolverhampton Wanderers (1) | 0–1      | Liverpool (1) | Wolverhampton                                                           |  |
| 19:45 GMT                  |                             | Chi tiết | - Elliott 13' | Sân vận động: Molineux Lượng khán giả: 30,948 Trọng tài: Andre Marriner |  |

| 8 tháng 1 năm 2023 | Derby County (3)                                      | 3–0      | Barnsley (3) | Derby                                                                       |  |
| 12:30 GMT          | - Collins 45+1' (ph.đ.) - Barkhuizen 60' - Knight 79' | Chi tiết |              | Sân vận động: Pride Park Lượng khán giả: 11,512 Trọng tài: Sunny Singh Gill |  |

| 8 tháng 1 năm 2023 | Bristol City (2) | 1–1      | Swansea City (2) | Bristol                                                                  |  |
| 12:30 GMT          | - Semenyo 75'    | Chi tiết | - Piroe 15'      | Sân vận động: Ashton Gate Lượng khán giả: 12,145 Trọng tài: Craig Pawson |  |

| 17 tháng 1 năm 2023 Đá lại | Swansea City (2) | 1–2 (s.h.p.) | Bristol City (2)        | Swansea                                                                  |  |
| 19:45 GMT                  | - Cooper 73'     | Chi tiết     | - Sykes 62' - Bell 112' | Sân vận động: Swansea.com Lượng khán giả: 10,030 Trọng tài: Graham Scott |  |

| 8 tháng 1 năm 2023 | Stockport County (4) | 1–2      | Walsall (4)                            | Edgeley                                                                    |  |
| 14:00 GMT          | - Madden 88'         | Chi tiết | - Johnson 63' - Williams 90+5' (ph.đ.) | Sân vận động: Edgeley Park Lượng khán giả: 9,178 Trọng tài: Andrew Kitchen |  |

| 8 tháng 1 năm 2023 | Cardiff City (2)          | 2–2      | Leeds United (1)              | Cardiff                                                                     |  |
| 14:00 GMT          | - Philogene 24' - Ojo 31' | Chi tiết | - Rodrigo 65' - Perkins 90+3' | Sân vận động: Cardiff City Lượng khán giả: 20,324 Trọng tài: Jarred Gillett |  |

| 18 tháng 1 năm 2023 Đá lại | Leeds United (1)                                  | 5–2      | Cardiff City (2)              | Leeds                                                                      |  |
| 19:45 GMT                  | - Gnonto 1', 36' - Rodrigo 34' - Bamford 71', 76' | Chi tiết | - Robinson 84', 90+3' (ph.đ.) | Sân vận động: Elland Road Lượng khán giả: 34,465 Trọng tài: Thomas Bramall |  |

| 8 tháng 1 năm 2023 | Norwich City (2) | 0–1      | Blackburn Rovers (2) | Norwich                                                                |  |
| 14:00 GMT          |                  | Chi tiết | - Vale 31'           | Sân vận động: Carrow Road Lượng khán giả: 20,472 Trọng tài: Gavin Ward |  |

| 8 tháng 1 năm 2023 | Hartlepool United (4) | 0–3      | Stoke City (2)                                        | Hartlepool                                                               |  |
| 14:00 GMT          |                       | Chi tiết | - Murray 16' (l.n.) - Brown 43' - Menayese 48' (l.n.) | Sân vận động: The Suit Direct Lượng khán giả: 4,340 Trọng tài: Ben Toner |  |

| 8 tháng 1 năm 2023 | Manchester City (1)                                         | 4–0      | Chelsea (1) | Manchester                                                                      |  |
| 16:30 GMT          | - Mahrez 23', 85' (ph.đ.) - Álvarez 30' (ph.đ.) - Foden 38' | Chi tiết |             | Sân vận động: City of Manchester Lượng khán giả: 51,505 Trọng tài: Robert Jones |  |

| 8 tháng 1 năm 2023 | Aston Villa (1) | 1–2      | Stevenage (4)                     | Birmingham                                                              |  |
| 16:30 GMT          | - Sanson 33'    | Chi tiết | - Reid 88' (ph.đ.) - Campbell 90' | Sân vận động: Villa Park Lượng khán giả: 32,343 Trọng tài: Graham Scott |  |

| 9 tháng 1 năm 2023 | Oxford United (3) | 0–3      | Arsenal (1)                     | Oxford                                                             |  |
| 20:00 GMT          |                   | Chi tiết | - Elneny 63' - Nketiah 70', 76' | Sân vận động: Kassam Lượng khán giả: 11,538 Trọng tài: David Coote |  |

| 17 tháng 1 năm 2023 | Forest Green Rovers (3) | 1–2      | Birmingham City (2)         | Nailsworth                                                              |  |
| 19:45 GMT | - Stevenson 8'          | Chi tiết | - Jutkiewicz 50' - Long 65' | Sân vận động: The New Lawn Lượng khán giả: 3,701 Trọng tài: Sam Allison |  |
| Ghi chú: Trận đấu giữa Forest Green Rovers và Birmingham City ban đầu dự kiến diễn ra vào ngày 7 tháng 1 năm 2023, 12:30 GMT, đã bị hoãn do mưa lớn làm mặt sân bị ngập nước. |                         |          |                             |                                                                         |  |

## Vòng 4
Lễ bốc thăm vòng 4 được thực hiện vào ngày 8 tháng 1 năm 2023, bao gồm 32 đội thắng ở vòng 3. Vòng 4 bao gồm một đội từ hạng năm là đội có thứ hạng thấp nhất còn lại: Wrexham.
| 27 tháng 1 năm 2023 | Manchester City (1) | 1–0      | Arsenal (1) | Manchester                                                                      |  |
| 20:00 GMT           | - Aké 64'           | Chi tiết |             | Sân vận động: City of Manchester Lượng khán giả: 51,694 Trọng tài: Paul Tierney |  |

| 28 tháng 1 năm 2023 | Accrington Stanley (3) | 1–3      | Leeds United (1)                            | Accrington                                                             |  |
| 12:30 GMT           | - Adekoya 81'          | Chi tiết | - Harrison 23' - Firpo 66' - Sinisterra 68' | Sân vận động: Crown Ground Lượng khán giả: 5,268 Trọng tài: Josh Smith |  |

| 28 tháng 1 năm 2023 | Walsall (4) | 0–1      | Leicester City (1) | Walsall                                                           |  |
| 12:30 GMT           |             | Chi tiết | - Iheanacho 68'    | Sân vận động: Bescot Lượng khán giả: 10,297 Trọng tài: Gavin Ward |  |

| 28 tháng 1 năm 2023 | Blackburn Rovers (2)             | 2–2      | Birmingham City (2)       | Blackburn                                                               |  |
| 15:00 GMT           | - Dack 33' - Rankin-Costello 46' | Chi tiết | - Khadra 3' - James 90+1' | Sân vận động: Ewood Park Lượng khán giả: 13,687 Trọng tài: Keith Stroud |  |

| 31 tháng 1 năm 2023 Đá lại | Birmingham City (2) | 0–1 (s.h.p.) | Blackburn Rovers (2) | Birmingham                                                                |  |
| 19:45 GMT                  |                     | Chi tiết     | - Trusty 100' (l.n.) | Sân vận động: St Andrew's Lượng khán giả: 7,183 Trọng tài: Stephen Martin |  |

| 28 tháng 1 năm 2023 | Bristol City (2)            | 3–0      | West Bromwich Albion (2) | Bristol                                                                  |  |
| 15:00 GMT           | - Bell 12', 48' - Scott 28' | Chi tiết |                          | Sân vận động: Ashton Gate Lượng khán giả: 15,754 Trọng tài: Matt Donohue |  |

| 28 tháng 1 năm 2023 | Fulham (1)    | 1–1      | Sunderland (2) | Fulham                                                                           |  |
| 15:00 GMT           | - Cairney 61' | Chi tiết | - Clarke 6'    | Sân vận động: Craven Cottage Lượng khán giả: 22,905 Trọng tài: Michael Salisbury |  |

| 8 tháng 2 năm 2023 Đá lại | Sunderland (2)              | 2–3      | Fulham (1)                              | Sunderland                                                            |  |
| 19:45 GMT                 | - Clarke 77' - Bennette 90' | Chi tiết | - Wilson 8' - Pereira 59' - Kurzawa 82' | Sân vận động: Ánh sáng Lượng khán giả: 29,651 Trọng tài: Tim Robinson |  |

| 28 tháng 1 năm 2023 | Ipswich Town (3) | 0–0      | Burnley (2) | Ipswich                                                                |  |
| 15:00 GMT           |                  | Chi tiết |             | Sân vận động: Portman Road Lượng khán giả: 25,420 Trọng tài: Tom Nield |  |

| 7 tháng 2 năm 2023 Đá lại | Burnley (2)       | 2–1      | Ipswich Town (3) | Burnley                                                                |  |
| 19:45 GMT                 | - Tella 2', 90+4' | Chi tiết | - Hirst 3'       | Sân vận động: Turf Moor Lượng khán giả: 11,543 Trọng tài: Scott Oldham |  |

| 28 tháng 1 năm 2023 | Luton Town (2)                    | 2–2      | Grimsby Town (4)            | Luton                                                                       |  |
| 15:00 GMT           | - Adebayo 49' (ph.đ.) - Clark 66' | Chi tiết | - Holohan 43' - Clifton 67' | Sân vận động: Kenilworth Road Lượng khán giả: 8,552 Trọng tài: Tim Robinson |  |

| 7 tháng 2 năm 2023 Đá lại | Grimsby Town (4)                     | 3–0      | Luton Town (2) | Cleethorpes                                                                 |  |
| 19:45 GMT                 | - Clifton 9' - Orsi 28' - Amos 45+5' | Chi tiết |                | Sân vận động: Blundell Park Lượng khán giả: 7,051 Trọng tài: Samuel Barrott |  |

| 28 tháng 1 năm 2023 | Sheffield Wednesday (3) | 1–1      | Fleetwood Town (3) | Sheffield                                                                       |  |
| 15:00 GMT           | - Earl 71' (l.n.)       | Chi tiết | - Omochere 52'     | Sân vận động: Hillsborough Lượng khán giả: 15,743 Trọng tài: Charles Breakspear |  |

| 7 tháng 2 năm 2023 Đá lại | Fleetwood Town (3) | 1–0      | Sheffield Wednesday (3) | Fleetwood                                                           |  |
| 19:45 GMT                 | - Mendes Gomes 60' | Chi tiết |                         | Sân vận động: Highbury Lượng khán giả: 2,936 Trọng tài: Darren Bond |  |

| 28 tháng 1 năm 2023 | Southampton (1)    | 2–1      | Blackpool (2) | Southampton                                                          |  |
| 15:00 GMT           | - Perraud 22', 62' | Chi tiết | - Patino 67'  | Sân vận động: St Mary Lượng khán giả: 20,665 Trọng tài: Craig Pawson |  |

| 28 tháng 1 năm 2023 | Preston North End (2) | 0–3      | Tottenham Hotspur (1)                  | Preston                                                               |  |
| 18:00 GMT           |                       | Chi tiết | - Son Heung-min 50', 69' - Danjuma 87' | Sân vận động: Deepdale Lượng khán giả: 21,219 Trọng tài: Peter Bankes |  |

| 28 tháng 1 năm 2023 | Manchester United (1)          | 3–1      | Reading (2)   | Trafford                                                                    |  |
| 20:00 GMT           | - Casemiro 54', 58' - Fred 66' | Chi tiết | - Mbengue 72' | Sân vận động: Old Trafford Lượng khán giả: 73,460 Trọng tài: Darren England |  |

| 29 tháng 1 năm 2023 | Brighton & Hove Albion (1) | 2–1      | Liverpool (1) | Brighton & Hove                                                    |  |
| 13:30 GMT           | - Dunk 39' - Mitoma 90+2'  | Chi tiết | - Elliott 30' | Sân vận động: Falmer Lượng khán giả: 31,675 Trọng tài: David Coote |  |

| 29 tháng 1 năm 2023 | Stoke City (2)                               | 3–1      | Stevenage (4) | Stoke-on-Trent                                                    |  |
| 14:00 GMT           | - Brown 3' - Laurent 73' - Baker 80' (ph.đ.) | Chi tiết | - Reid 70'    | Sân vận động: Bet365 Lượng khán giả: 14,392 Trọng tài: David Webb |  |

| 29 tháng 1 năm 2023 | Wrexham (5)                                | 3–3      | Sheffield United (2)                     | Wrexham                                                                          |  |
| 16:30 GMT           | - J. Jones 50' - O'Connor 61' - Mullin 86' | Chi tiết | - McBurnie 2' - Norwood 65' - Egan 90+5' | Sân vận động: Racecourse Ground Lượng khán giả: 9,909 Trọng tài: Dean Whitestone |  |

| 7 tháng 2 năm 2023 Đá lại | Sheffield United (2)                          | 3–1      | Wrexham (5)          | Sheffield                                                                  |  |
| 19:45 GMT                 | - Ahmedhodžić 50' - Sharp 90+4' - Berge 90+6' | Chi tiết | - Mullin 59' (ph.đ.) | Sân vận động: Bramall Lane Lượng khán giả: 20,310 Trọng tài: Leigh Doughty |  |

| 30 tháng 1 năm 2023 | Derby County (3) | 0–2      | West Ham United (1)       | Derby                                                                     |  |
| 19:45 GMT           |                  | Chi tiết | - Bowen 10' - Antonio 50' | Sân vận động: Pride Park Lượng khán giả: 25,308 Trọng tài: Thomas Bramall |  |

## Vòng 5
Lễ bốc thăm vòng 5 diễn ra vào ngày 30 tháng 1 năm 2023 trên The One Show tại Broadcasting House ở Portland Place. Các trận đấu diễn ra trong tuần bắt đầu từ ngày 27 tháng 2 năm 2023. Vòng này bao gồm một đội từ hạng 4, đội có thứ hạng thấp nhất: Grimsby Town.
| 28 tháng 2 năm 2023 | Stoke City (2) | 0–1      | Brighton & Hove Albion (1) | Stoke-on-Trent                                                     |  |
| 19:15 GMT           |                | Chi tiết | - Ferguson 30'             | Sân vận động: Bet365 Lượng khán giả: 12,949 Trọng tài: Darren Bond |  |

| 28 tháng 2 năm 2023 | Leicester City (1) | 1–2      | Blackburn Rovers (2)       | Leicester                                                               |  |
| 19:30 GMT           | - Iheanacho 67'    | Chi tiết | - Dolan 33' - Szmodics 52' | Sân vận động: King Power Lượng khán giả: 23,379 Trọng tài: Tim Robinson |  |

| 28 tháng 2 năm 2023 | Fulham (1)                   | 2–0      | Leeds United (1) | London                                                                        |  |
| 19:45 GMT           | - Palhinha 21' - Solomon 56' | Chi tiết |                  | Sân vận động: Craven Cottage Lượng khán giả: 19,359 Trọng tài: Chris Kavanagh |  |

| 28 tháng 2 năm 2023 | Bristol City (2) | 0–3      | Manchester City (1)             | Bristol                                                                    |  |
| 20:00 GMT           |                  | Chi tiết | - Foden 7', 74' - De Bruyne 81' | Sân vận động: Ashton Gate Lượng khán giả: 25,713 Trọng tài: Andre Marriner |  |

| 1 tháng 3 năm 2023 | Southampton (1)  | 1–2      | Grimsby Town (4)                     | Southampton                                                            |  |
| 19:15 GMT          | - Ćaleta-Car 65' | Chi tiết | - Holohan 45+1' (ph.đ.), 50' (ph.đ.) | Sân vận động: St Mary Lượng khán giả: 27,584 Trọng tài: Thomas Bramall |  |

| 1 tháng 3 năm 2023 | Burnley (2)   | 1–0      | Fleetwood Town (3) | Burnley                                                                   |  |
| 19:30 GMT          | - Roberts 90' | Chi tiết |                    | Sân vận động: Turf Moor Lượng khán giả: 15,987 Trọng tài: Dean Whitestone |  |

| 1 tháng 3 năm 2023 | Manchester United (1)                           | 3–1      | West Ham United (1) | Trafford                                                                       |  |
| 19:45 GMT          | - Aguerd 77' (l.n.) - Garnacho 90' - Fred 90+5' | Chi tiết | - Benrahma 54'      | Sân vận động: Old Trafford Lượng khán giả: 72,571 Trọng tài: Michael Salisbury |  |

| 1 tháng 3 năm 2023 | Sheffield United (2) | 1–0      | Tottenham Hotspur (1) | Sheffield                                                                |  |
| 19:55 GMT          | - Ndiaye 79'         | Chi tiết |                       | Sân vận động: Bramall Lane Lượng khán giả: 28,308 Trọng tài: John Brooks |  |

## Tứ kết
Lễ bốc thăm vòng tứ kết diễn ra vào ngày 1 tháng 3 năm 2023. Vòng này bao gồm một đội từ hạng 4, đội có thứ hạng thấp nhất còn lại thi đấu: Grimsby Town. Grimsby là đội hạng 4 đầu tiên lọt vào tứ kết kể từ Cambridge United năm 1990.
| 18 tháng 3 năm 2023 | Manchester City (1)                                     | 6–0      | Burnley (2) | Manchester                                                                     |  |
| 17:45               | - Haaland 32', 35', 59' - Álvarez 62', 73' - Palmer 68' | Chi tiết |             | Sân vận động: City of Manchester Lượng khán giả: 51,688 Trọng tài: John Brooks |  |

| 19 tháng 3 năm 2023 | Sheffield United (2)                                | 3–2      | Blackburn Rovers (2)                  | Sheffield                                                                 |  |
| 12:00               | - Gallagher 28' (l.n.) - McBurnie 81' - Doyle 90+1' | Chi tiết | - Brereton 21' (ph.đ.) - Szmodics 60' | Sân vận động: Bramall Lane Lượng khán giả: 25,814 Trọng tài: Tim Robinson |  |

| 19 tháng 3 năm 2023 | Brighton & Hove Albion (1)                              | 5–0      | Grimsby Town (4) | Brighton & Hove                                                       |  |
| 14:15               | - Undav 6' - Ferguson 51', 70' - March 82' - Mitoma 90' | Chi tiết |                  | Sân vận động: Falmer Lượng khán giả: 29,415 Trọng tài: Jarred Gillett |  |

| 19 tháng 3 năm 2023 | Manchester United (1)                         | 3–1      | Fulham (1)     | Trafford                                                                    |  |
| 16:30               | - Fernandes 75' (ph.đ.), 90+6' - Sabitzer 77' | Chi tiết | - Mitrović 50' | Sân vận động: Old Trafford Lượng khán giả: 73,511 Trọng tài: Chris Kavanagh |  |

## Bán kết
Lễ bốc thăm vòng bán kết diễn ra vào ngày 19 tháng 3 năm 2023 trên BBC One, sau chiến thắng của Brighton & Hove Albion trước Grimsby Town. Vòng này được quyết định bằng một trận đấu diễn ra trên Sân vận động Wembley, bao gồm một đội từ EFL Championship: Sheffield United.
| 22 tháng 4 năm 2023 | Manchester City (1)            | 3–0      | Sheffield United (2) | London                                                                 |  |
| 16:45               | - Mahrez 43' (ph.đ.), 61', 66' | Chi tiết |                      | Sân vận động: Wembley Lượng khán giả: 69,603 Trọng tài: Stuart Attwell |  |

| 23 tháng 4 năm 2023                                                | Brighton & Hove Albion (1) | 0–0 (s.h.p.) (6–7 p)                                                    | Manchester United (1) | London                                                               |  |
| 16:30                                                              |                            | Chi tiết                                                                |                       | Sân vận động: Wembley Lượng khán giả: 81,445 Trọng tài: Craig Pawson |  |
|                                                                    |                            | Loạt sút luân lưu                                                       |                       |                                                                      |  |
| - Mac Allister - Groß - Undav - Estupiñán - Dunk - Webster - March |                            | - Casemiro - Dalot - Sancho - Rashford - Sabitzer - Weghorst - Lindelöf |                       |                                                                      |  |

## Chung kết

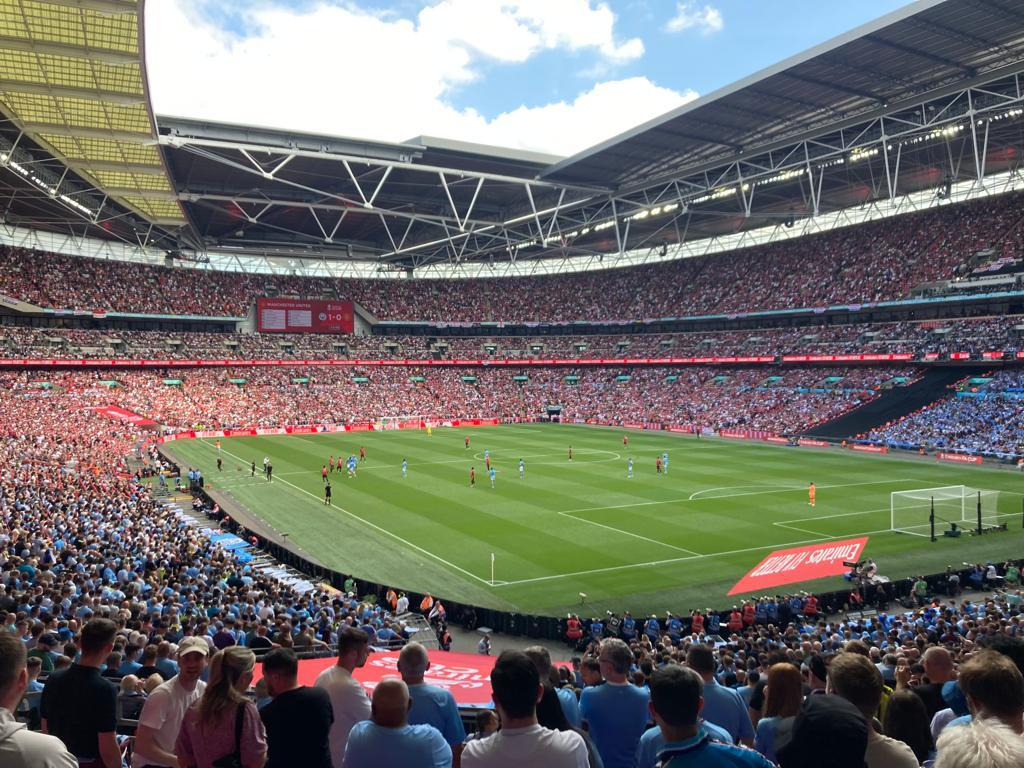
Sân vận động Wembley năm 2023 tổ chức trận Chung kết Cúp FA giữa Manchester City và Manchester United

Trận chung kết được diễn ra vào ngày 3 tháng 6 năm 2023 trên sân vận động Wembley.
| Manchester City    | 2–1      | Manchester United       |
| ------------------ | -------- | ----------------------- |
| - Gündoğan 1', 51' | Chi tiết | - Fernandes 33' (ph.đ.) |

## Danh sách cầu thủ ghi bàn nhiều nhất
Sau khi giải đấu kết thúc, cầu thủ Paul Mullin của Wrexham đã được trao giải Quả bóng vàng FA Cup, kỷ niệm anh là cầu thủ ghi nhiều bàn thắng nhất mùa giải từ vòng sơ loại phụ cho đến trận chung kết với 8 bàn thắng.
| Vị trí | Cầu thủ           | Câu lạc bộ             | Bàn thắng |
| ------ | ----------------- | ---------------------- | --------- |
| 1      | Paul Mullin       | Wrexham                | 8         |
| 2      | Riyad Mahrez      | Manchester City        | 5         |
| 3      | Armando Dobra     | Chesterfield           | 4         |
| 4      | Julián Álvarez    | Manchester City        | 3         |
| 4      | Sam Bell          | Bristol City           | 3         |
| 4      | Colby Bishop      | Portsmouth             | 3         |
| 4      | Billy Bodin       | Oxford United          | 3         |
| 4      | Conor Chaplin     | Ipswich Town           | 3         |
| 4      | Will Collar       | Stockport County       | 3         |
| 4      | Evan Ferguson     | Brighton & Hove Albion | 3         |
| 4      | Bruno Fernandes   | Manchester United      | 3         |
| 4      | Phil Foden        | Manchester City        | 3         |
| 4      | Erling Haaland    | Manchester City        | 3         |
| 4      | Gavan Holohan     | Grimsby Town           | 3         |
| 4      | Kelechi Iheanacho | Leicester City         | 3         |
| 4      | Luke Norris       | Stevenage              | 3         |
| 4      | Deji Oshilaja     | Burton Albion          | 3         |
| 4      | William Osula     | Derby County           | 3         |
| 4      | Jamie Reid        | Stevenage              | 3         |
| 4      | Josh Umerah       | Hartlepool United      | 3         |
| 4      | Shaun Whalley     | Accrington Stanley     | 3         |
| 4      | Connor Wickham    | Forest Green Rovers    | 3         |
| 4      | Josh Windass      | Sheffield Wednesday    | 3         |

## Bản quyền truyền hình
Bản quyền phát sóng trong nước của giải đấu thuộc về BBC, đơn vị đã nắm giữ kể từ mùa giải 2014–15 và ITV, đơn vị đang phát sóng các trận đấu trong mùa giải thứ hai liên tiếp. Cả hai đài truyền hình này sẽ phát sóng giải đấu cho đến mùa giải 2024–25 và cả hai đều được phát trực tiếp trận chung kết. Ngoài ra, các trận đấu tại FA Cup cũng có thể được phát trực tuyến trên ESPN+.
Tại Việt Nam, các trận đấu được phát sóng trực tiếp trên FPT Play và MyTV.
| Đài truyền hình | Tóm tắt |
| --------------- | --- |
| BBC Sport       | 18 trận đấu trực tiếp mỗi mùa, với highlights của Siêu cúp Anh 2022. BBC Sport có quyền lưạ chọn thứ hai và thứ ba các trận đấu ở vòng hai, vòng bốn và vòng tứ kết, cũng như quyền lựa chọn trận thứ nhất và thứ tư ở vòng một, vòng ba và vòng năm, cũng như lượt chọn đầu tiên của trận bán kết.        |
| ITV Sport       | Ít nhất 20 trận đấu trực tiếp mỗi mùa, cộng với việc đưa tin trực tiếp về Siêu cúp Anh 2022. ITV có quyền lựa chọn đầu tiên và thứ tư các trận đấu ở vòng hai, vòng bốn và vòng tứ kết, cũng như quyền lựa chọn thứ hai và thứ ba cho vòng một, vòng ba và vòng năm và lượt chọn thứ hai của vòng bán kết. |